# Lyudmila Yegorova
Pour les articles homonymes, voir Yegorova.
Lyudmila Borisovna Yegorova, née le 24 février 1931 à Lomonossov et morte le 21 mai 2009 à Kaliningrad, est une gymnaste artistique soviétique.

## Palmarès

### Jeux olympiques
- Melbourne 1956
  -  médaille d'or au concours par équipes
  -  médaille de bronze aux exercices d'ensemble avec agrès portatifs par équipes